# Fritzi
Fritzi ist ein weiblicher Vorname.

## Herkunft und Bedeutung
Fritzi ist ein weiblicher Vorname vor allem im deutschen Sprachraum, der vom männlichen Vornamen Friedrich oder dessen Kurzform Fritz abgeleitet ist. Besonders in Österreich ist er eine häufige Kurz- bzw. Koseform von Friederike.

## Varianten
- Frizzi[1]

## Namensträgerinnen
- Fritzi Berger (1894–1967), österreichische Graphikerin und Designerin
- Fritzi Burger (1910–1999), österreichische Eiskunstläuferin
- Fritzi Eichhorn (* 1981), deutsche Schauspielerin
- Fritzi Ernst (* 1989), deutsche Songtexterin, Sängerin und Instrumentalistin
- Fritzi Frou (eigentlich Frieda Urban; 1889–1947), deutsche Diseuse, Soubrette und Schauspielerin
- Fritzi Haberlandt (* 1975), deutsche Schauspielerin
- Fritzi Jokl (1895–1974), österreichisch-US-amerikanische Sängerin (Sopran)
- Fritzi Köhler-Geib (* 1978), deutsche Volkswirtin
- Fritzi Löw (1892–1975), österreichische Illustratorin, Graphikerin und Designerin
- Fritzi Löwy (1910–1994), österreichische Schwimmerin
- Fritzi Massary (eigentlich Friederika Massaryk; 1882–1969), österreichische Sängerin und Schauspielerin
- Fritzi von Mikesch (1853–1891), österreichische Malerin und Graphikerin
- Fritzi Scheff (1879–1954), österreichisch-US-amerikanische Opernsängerin und Schauspielerin
- Fritzi Schwingl (eigentlich Friederike Schwingl; 1921–2016), österreichische Kanutin
- Fritzi Ulreich (1865–1936), österreichische Malerin und Graphikerin
- Jasna Fritzi Bauer (geb. 1989), Schweizer Schauspielerin

Siehe auch:
- Fritzi – Eine Wendewundergeschichte, ein Animationsfilm aus dem Jahre 2019
- Fritzi Fisch, eine Computerspielserie

## Belege
1. ↑  2011er Namen mit F bei beliebte-vornamen.de